# Giv'at Nicoc
Giv'at Nicoc, vyslovováno [Nycoc] (hebrejsky: גבעת ניצוץ), je vrch o nadmořské výšce 224 metrů v jižním Izraeli, na okraji pohoří Harej Ejlat.
Nachází se cca 14 kilometrů severně od města Ejlat, cca 4 kilometry jihozápadně od vesnice Be'er Ora a cca 5 kilometrů západně od mezistátní hranice mezi Izraelem a Jordánskem. Má podobu odlesněného skalnatého vrchu, který vystupuje na okraj pohoří Harej Ejlat nad ploché dno údolí příkopové propadliny vádí al-Araba. Jde o boční vrchol širšího masivu Har Ora a skalnatého zlomu Cukej Avrona. Podél západního úpatí vrchu směřuje do údolí vádí al-Araba vádí Nachal Nicoc a paralelně s ním od západu přitékající Nachal Avrona.